# Rodrigo Medina de la Cruz
Rodrigo Medina de la Cruz (Monterrey, Nuevo León; 9 de septiembre de 1972) es un abogado y político mexicano. 
Fue diputado federal en la LX Legislatura del Congreso de la Unión, secretario general de gobierno del estado de Nuevo León entre 2007 y 2009 y candidato a gobernador de ese estado por el PRI. Luego de su salida en dicho mandato, fue vinculado por la llamada “Operación Tornado” a un proceso legal en su contra por peculado, delitos patrimoniales, ejercicio indebido del servicio público, abuso de funciones junto a otros 14 servidores públicos más, diputados y exdiputados así como familiares y socios del político. Por dicha razón estuvo en prisión de manera preventiva el 26 de enero de 2017 en el penal de Topo Chico.

## Educación y vida personal
Nacido el 9 de septiembre de 1972 en el municipio de Monterrey, en el estado de Nuevo León, estudió la carrera de licenciado en Ciencias Jurídicas en la Universidad Regiomontana, la cual culminó en 1997 y posteriormente en 2002 obtuvo el título de Maestro en Derecho Corporativo Internacional por la Universidad de Miami en Florida, Estados Unidos.
Es hijo de Humberto Medina Ainslie y Rebeca de la Cruz Barrera. Está casado con Gretta Salinas Margáin, con quien procreó tres hijos.

## Carrera política
A los 16 años comenzó a trabajar en el Juzgado Cuarto Penal del Primer Distrito Judicial en el Estado.
Dentro de su carrera en la administración pública federal mexicana fue coordinador del área de seguimiento y apoyo a procesos electorales en la Subsecretaría de Desarrollo Político de la Secretaría de Gobernación y delegado regional del Instituto Nacional de Migración para los estados de Nuevo León y Coahuila.
En Nuevo León ha participado en diferentes cargos de la administración pública estatal, entre ellos subsecretario de atención ciudadana y asuntos religiosos de la Secretaría General de Gobierno, así como secretario técnico del Comité de Inteligencia y Seguridad.

### Diputado federal en la LX Legislatura
En las elecciones federales de 2006 fue postulado como candidato a diputado federal por el II Distrito Federal de Nuevo León por la coalición Alianza por México integrada por el Partido Revolucionario Institucional y el Partido Verde Ecologista de México. 
Obtuvo la mayoría de votos en dichas elecciones resulta y tomó posesión como diputado federal de la LX Legislatura del Congreso de la Unión el 29 de agosto de 2006. 
En la LX Legislatura fungió como presidente de la Comisión de Seguridad Pública de la Cámara de Diputados solicitó licencia para separarse de su cargo de forma indefinida el 11 de julio de 2007. Su suplente, Jorge Luis de la Garza Treviño tomó protesta en su cargo anterior como diputado y ejerció sus funciones de diputado federal hasta el término de dicha legislatura.

### Secretario general de Gobierno de Nuevo León
El 12 de julio de 2007, el gobernador José Natividad González Parás le tomó la protesta de ley como Secretario General de Gobierno del Estado de Nuevo León, puesto que desempeñó hasta principios de febrero de 2009 cuando renunció al cargo y entregó oficialmente su despacho.

### Gobernador del Estado de Nuevo León

#### La campaña y las elecciones de 2009
El 4 de febrero de 2009, la Comisión Estatal de Procesos Internos del Partido Revolucionario Institucional en Nuevo León abrió el registro de precandidatos a gobernador del estado, siendo el único candidato registrado por ese partido para el proceso electoral. Su precampaña inició el 5 de febrero y concluyó el 14 de marzo de ese mismo año. 
En las elecciones estatales de 2009, participó como candidato de la coalición Juntos por Nuevo León integrada por el Partido Revolucionario Institucional, el Partido Verde Ecologista de México, el Partido Demócrata y el Partido Cruzada Ciudadana.
En los resultados de la elección estatal efectuada el 5 de julio obtuvo 859 mil 442 votos lo que representa el 49.0% de la votación emitida. La participación ciudadana fue de 54.6% de la lista nominal.
El 13 de septiembre de 2009, la Comisión Estatal Electoral de Nuevo León le entregó la constancia de mayoría que lo acreditó como Gobernador Elector del Estado.

### La administración como gobernador
De acuerdo al artículo 84 de la Constitución Política del Estado, tomó protesta como gobernador constitucional del estado de Nuevo León el 4 de octubre de 2009 en sesión solemne del Congreso del Estado realizada en el Teatro de la Ciudad.
De acuerdo al Segundo Informe de Gobierno, en materia de seguridad durante su administración se realizó la creación de Fuerza Civil, una corporación que introdujo en el país el esquema de Policía Estatal Acreditable y que inició con 422 elementos en septiembre de 2011 y para julio de 2012 reunió a 1,600 policías graduados que pasaron por procesos de selección, reclutamiento, depuración, capacitación. En agosto de 2012, a poco más de un año de su creación, Fuerza Civil alcanzó un nivel de confianza en la población similar al de la Policía Federal.

## Controversias como gobernador de Nuevo León

### Casino Royale
El 25 de agosto de 2011 se presentó un ataque al Casino Royale en el que perdieron la vida 52 personas.
El 28 de agosto de 2011 más de mil personas se manifestaron en una marcha contra la inseguridad convocada por ciudadanos y empresarios frente al Palacio de Gobierno del Estado de Nuevo León después del Atentado de Monterrey de 2011 Durante la manifestación, un grupo de jóvenes interrumpió los discursos programados golpeando las puertas del Palacio de Gobierno con intención entrar a la oficina del gobernador Rodrigo Medina para sacar sus pertenencias.
Para el 29 de agosto ya se tenía conocimiento de la detención de 5 implicados en el ataque y unos días después se hizo pública la captura de quien había ordenado el incendio. Al cumplirse un año de dicho atentado se tienen 19 presuntos responsables detenidos, incluido el autor intelectual.
Durante las investigaciones de los hechos se desató un escándalo pues algunos dueños de casinos dieron a conocer que habían recibido amenazas de clausurar o incendiar sus establecimientos en caso de no pagar cuotas de extorsión. Como pruebas de la extorsión, se presentaron videos donde se mostraba a Jonás Larrazabal, hermano del entonces Alcalde de Monterrey, Fernando Larrazábal, recibiendo varios pagos en casas de apuestas como supuestas pruebas de dichas extorsiones.
El 28 de agosto de 2011 una manifestación de más de mil personas se congregó afuera del palacio de gobierno de Nuevo León para pedir la renuncia de Rodrigo Medina y de otros funcionarios estatales y municipales.
El 7 de octubre de 2011 se dio a conocer que el gobernador tomó dos días laborales para viajar con su familia a Orlando, Florida, Estados Unidos  asegurando que "trabaja por teléfono".
En julio de 2014 el gobernador Rodrigo Medina avaló la decisión del Isssteleón de entregar 2,199 hojas sin datos útiles ante una orden de la Comisión de Transparencia y Acceso a la Información (CTAI). Dicha información está relacionada al quebranto económico del Issteleón de casi 288 millones de pesos que subió a 359 millones por adquirir instrumentos hipotecarios sin garantía.
El 4 de octubre de 2015, el gobernador Jaime Rodríguez Calderón, sucesor de Medina, dio a conocer que su predecesor dejó una deuda de 100 mil millones de pesos mexicanos en el estado de Nuevo León. La Secretaría de Hacienda y Crédito Público calculó la deuda en 61 mil millones de pesos.

### Caso Kía Motors

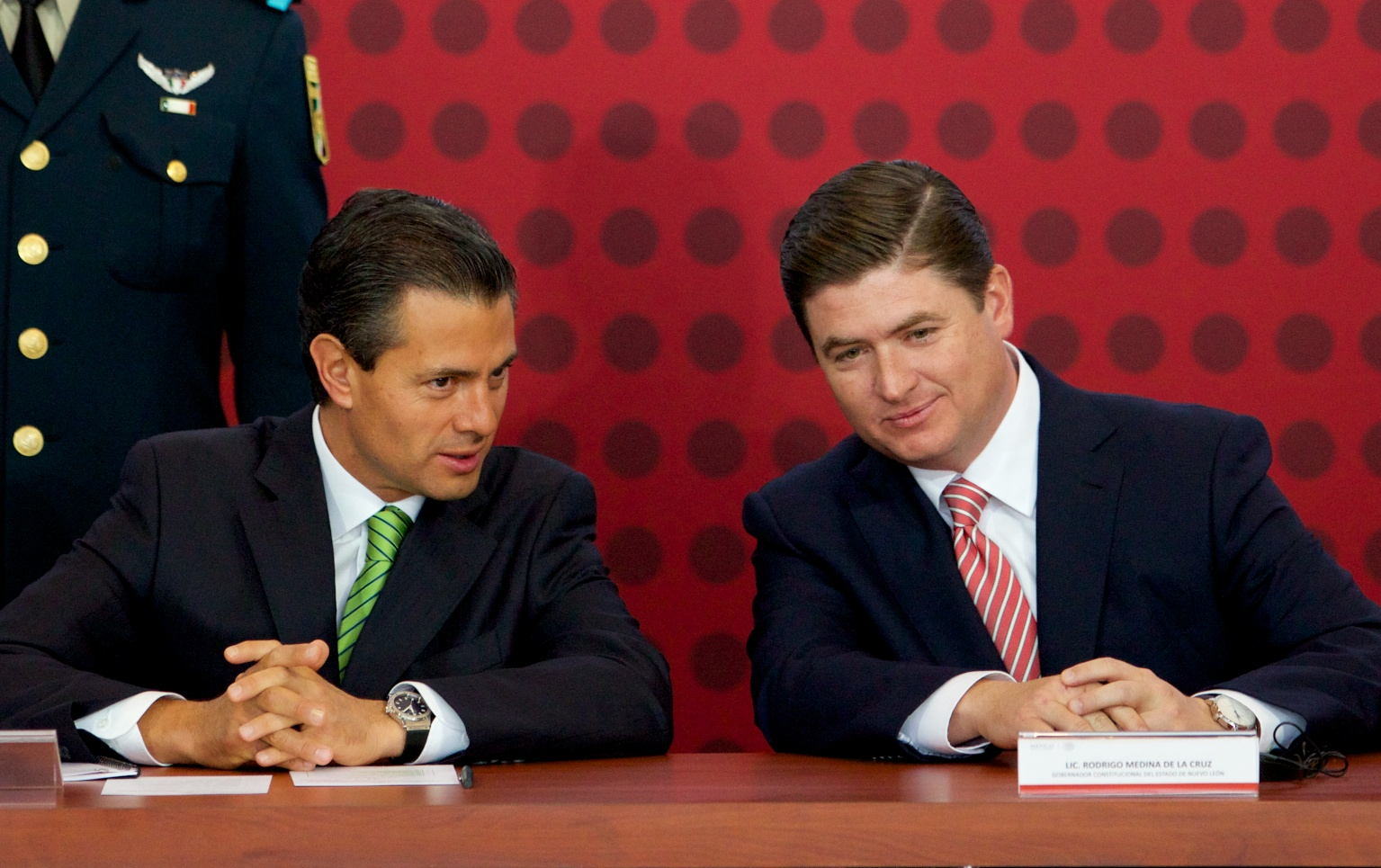
El expresidente Enrique Peña Nieto y el exgobernador Rodrigo Medina de la Cruz en el evento de anuncio de construcción de la planta Kía, Ciudad de México, 2014.

El 27 de agosto de 2014 en el Museo Tecnológico de la Ciudad de México el presidente Enrique Peña Nieto, Rodrigo Medina y funcionarios de la empresa Kia Motors anunciaron una inversión en México de mil 500 millones de dólares, principalmente para la construcción de una planta armadora de autos en el municipio de Pesquería. La medida implicaría la creación de 28 mil empleos. El 19 de noviembre de 2015 el gobernador Rodríguez hizo públicos a través de su cuenta de Facebook los contratos que firmó el gobierno del estado, al frente de Medina, con Kía Motors el 30 de junio de 2014, revelando que se le habían otorgado a la empresa coreana condiciones ventajosas como la exención de impuestos sobre la nómina por 20 años, del pago del impuesto predial al municipio de Pesquería por cinco años, tarifas preferenciales de agua, luz y gas, la posibilidad de que sea la empresa Kía Motors quien decida que negocio se instalará en 10 kilómetros a la redonda de su planta, así como la construcción con fondos públicos de instalaciones como escuelas. Los incentivos fiscales otorgados por el gobierno de Nuevo León, según investigaciones posteriores, serían superiores a los determinados por las leyes mexicanas y fueron calculados en tres mil 689 millones de pesos. Dichos incentivos serían extensivos a proveedores de la empresa coreana. Según una acusación posterior, el convenio con Kía se aprobó en unas horas sin la supervisión de la Secretaría de Desarrollo Económico del estado, como es determinado por ley, y habría presentado espacios en blanco.
La compra de los terrenos de la planta fue hecho en presuntas condiciones irregulares. El 16 de abril de 2013 la inmobiliaria Galord compró en Pesquería terrenos por 55 millones de pesos, los cuales fueron vendidos al gobierno estatal en 186. La inmobiliaria fue creada un mes antes de la operación financiera por Bernardo Castillón Gómez y Juan Manuel García Cañamar, el primero según investigaciones periodísticas, es compadre de Rodrigo Medina y el segundo sería cercano también al político. La transacción de los terrenos al gobierno estatal fue hecha a través del Fideicomiso para el Desarrollo de la Zona Citrícola del Estado, Fidecitrus y de la secretaría de Finanzas del estado.  Las obras de desmonte y nivelación de los terrenos para la futura planta automotriz fue dada a la empresa Profezac José Aguirre Campo, quien sería según investigaciones periodísticas, amigo de Humberto Medina Ainslie, padre del exgobernador. Dicho empresario sería también propietario de un avión Learjet 45 que Rodrigo Medina y su familia usaron prácticamente desde el inicio de su gestión. Otros tres terrenos habrían sido comprados a particulares como el padre del entonces alcalde de Apodaca, Oscar Cantú. Castillón Gómez ante las acusaciones se defendió diciendo que la compra de los terrenos habría sido "casualidad" y negó haber tenido información confidencial que le beneficiara para la compra de los terrenos.
El 5 de septiembre de 2016 Rodrigo Medina fue citado por primera vez ante un fiscalía por el casó Kía Motors. Un juez determinó que el político no había sido responsable de peculado y daños patrimoniales en este caso. En marzo de 2016 el gobierno del estado de Nuevo León exigió a Kía la firma de un nuevo acuerdo de incentivos a cambios de concluir la infraestructura pendiente que el convenio original habría comprimetido. A ellos la empresa coreana acusó de presiones al gobierno y publicó un desplegado para que las obras que le fueron prometidas para la instalación de la planta fueran concluidas. Asimismo anunció que debido a la dificultad del caso en el futuro considerará más inversiones en México.

### Operación Tornado
El 3 de junio de 2016, la Subprocuraduría Especializada en Combate a la Corrupción del Gobierno de Nuevo León anunció el embargo de bienes de Rodrigo Medina y otros 10 funcionarios de su gestión. La medida fue tomada como parte de una investigación por desvío de recursos, denominada «Operación Tornado».  La investigación implica la presunta investigación de delitos como peculado, daño patrimonial, ejercicio indebido de funciones, ejercicio abusivo de funciones y coalición que implicaría el presunto desvío de 3 mil millones de pesos (unos 145 millones de dólares) en 117 casos diferentes y se extiende a los siguientes funcionarios estatales que colaboraron en el gobierno de Medina:
- Rolando Zubirán Robert, Secretario de Desarrollo Económico
- Celina Villarreal Cárdenas, Subsecretaria de Inversión Extranjera y Comercio Internacional
- Rodolfo Gómez Acosta, Secretario de Finanzas y Tesorero General
- Luis Marroquín Salazar, Secretario de Obras Públicas
- Jaime Parada Ávila, Director del Instituto de Innovación y Tecnología
- Fernando Gutiérrez Moreno, Secretario de Desarrollo Sustentable
- Patricia Aguirre González, Directora de la Corporación para el Desarrollo Turístico del Estado
- Sergio Alanís Marroquín, Director Ejecutivo de Fomerrey
- Juan Livas Cantú, director general del Fideicomiso para el Desarrollo de la Zona Citrícola del Estado (Fidecitrus)
- Víctor Martínez Trujillo, director general del Sistema de Caminos de Nuevo León

#### Casos que persigue
La Operación Tornado de la fiscalía neolonesa investiga, además del caso Kía Motors, los siguientesː
- En junio de 2016, por irregularidades detectadas en el otorgamiento de incentivos a la empresa Siderúrgica de Linares, cuatro exfuncionarios fueron castigados con diez años de inhabilitación de todo cargo público y el resarcimiento de 210 millones de pesos: Juana Aurora Cavazos, Patricia Aguirre González, Juan Manuel Fernández García y Sergio Alejandro Alanis Marroquín, quienes ocuparon diversas carteras de Medina.[50]
- Presuntas operaciones ilegales del Sistema Estatal de Caminos de Nuevo León[51] entre las que se encuentran la simulación de la pavimentación de una calle en el municipio de San Nicolás de los Garza que ya había sido hecha por dicho municipio; también se simularon nueve órdenes de compra tanto de materiales para la construcción de caminos como el arrendamiento de maquinaria para ello. Por este caso comparecieronː 
  - Víctor Ramón Martínez Trujillo, ex director general del Sistema de Caminos de Nuevo León.
  - Nancy Arely Villegas Cantú, exdirectora de Administración del Sistema de Caminos.
  - Esteban Cepeda Ochoa, excoordinador del Sistema de Caminos.[52]
- El Consejo Estatal de Promoción a la Inversión, el Consejo de Administración del Sistema de Caminos y el Comité Técnico de Fidecitrus habrían autorizado obras públicas para lo cual no estaban facultados por ley o bien, lo realizaron modificando su objeto social. También se investigan contratos de obra pública dados presuntamente a personas relacionados con Rodrigo Medina o a sus familiares.[53]
- Organizaciones ciudadanas entregaron al Buró Federal de Investigaciones de los Estados Unidos de América en septiembre de 2016, una investigación independiente sobre once presuntas empresas "fantasma" en ese país que estarían relacionadas con el exgobernador y su familia.[54]

El 25 de enero de 2017 la Fiscalía de Nuevo León citó al político para notificarle sobre una nueva carpeta de investigación en su contra por presuntas irregularidades en sus propiedades y declaraciones de patrimonio. Medina dijo ante las acusaciones que estaba "dando la cara, acudiendo a cualquier llamado que hagan las autoridades" y anunció que colaboraría con la fiscalía, en tanto tramitaba un juicio de amparo que evitara su detención. Según la fiscalía del estado, la investigación apuntaría a la creación de una red al servicio del desvío de fondos públicos en la que estaría involucrada la familia del exgobernador.

### Prisión preventiva
Luego de horas de proceso y audiencias, el 26 de enero de 2017 un juez de control determinó una prisión preventiva de 30 días a Medina, por lo que cerca de las 4 horas fue ingresado al penal de Topo Chico acusado de procesos penales de desvío de fondos públicos, peculado y daño patrimonial al estado. El juzgador determinó la medida cautelar contra Medina debido a que la Agencia Estatal de Investigaciones comprobó que el político no contaría con los recursos para resarcir los fondos presuntamente desviados, tampoco cuenta con arraigo en el estado o propiedades y había indicios de que podía evadir la acción legal. La defensa legal del político, encabezada por Alonso Aguilar Zínzer y Javier Flores Saldívar, acusó al juez que determinó la medida de violar el juicio de amparo que habían interpuesto en favor de Medina.
Horas más tarde, el político fue liberado para seguir el proceso penal en libertad, debido al juicio de amparo que Medina tiene a su favor y que impedía su encarcelamiento. Medina acusó que en su contra hay un "linchamiento mediático" y que fue encarcelado de manera "injusta". Igualmente anunció que denunciará a quienes filtraron a los medios de comunicación una fotografía suya de control carcelario con la vestimenta reglamentaria de los reclusos.